# Jumpin' Jellyfish
Jumpin' Jellyfish est une paratower, une attraction de type chute en parachute du haut d'une tour reproduite dans les parcs Disney California Adventure et Tokyo DisneySea. Elle est décorée sur le thème des méduses et des fonds marins.

## Les attractions

### Disney California Adventure

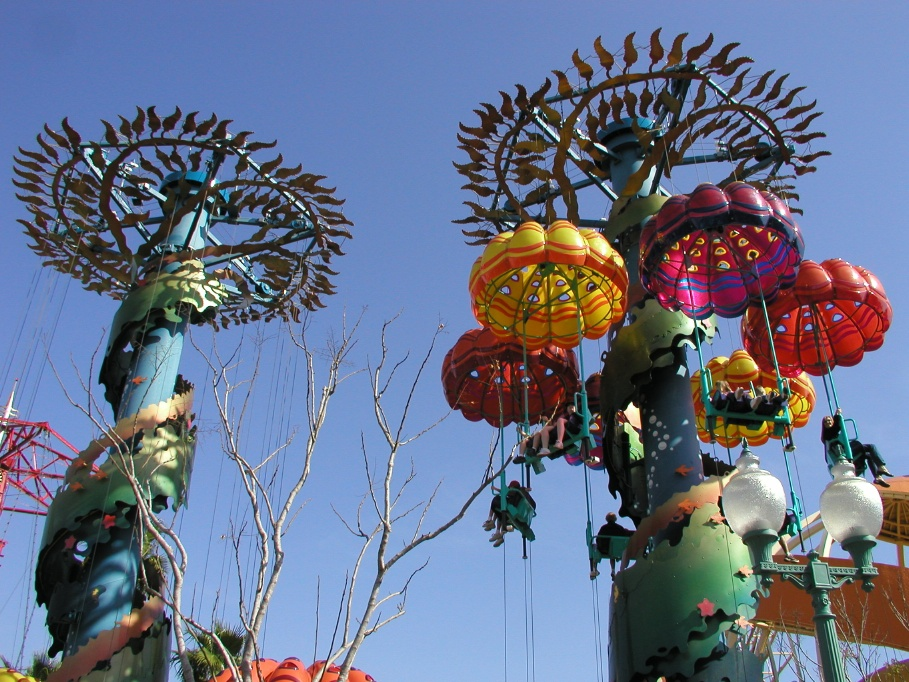
Les tours de Jumpin' Jellyfish depuis leurs bases.

- Ouverture : 8 février 2001 (avec le parc)
- Conception : Walt Disney Imagineering et Intamin
- Tours :
  - Nombre : 2
  - Hauteur : 18,2 m
  - Thème : Algues (kelp) et fonds marins
- Nacelles:
  - Nombre : 6 par tour
  - Capacité : 2 personnes par nacelles
  - Thème : Méduses
  - Hauteur maximale : 12,2 m
- Durée : 1 min 30
- Taille requise : 1,10 m
- Type d'attraction : Paratower
- Situation : 33° 48′ 22″ N, 117° 55′ 22″ O

### Tokyo DisneySea
À la différence de la version californienne, cette déclinaison est construite au sein d'un immense bâtiment évoquant le monde sous-marin.
- Ouverture : 4 septembre 2001 (avec le parc)
- Conception : Walt Disney Imagineering et Intamin
- Tours :
  - Nombre : 2
  - Hauteur : 18,2 m
  - Thème : Algues (kelp) et fonds marins
- Nacelles:
  - Nombre : 6 par tour
  - Capacité : 2 personnes par nacelle
  - Thème : Méduses
  - Hauteur maximale : 12,2 m
- Durée : 1 min 30
- Type d'attraction : Paratower
- Situation : 35° 37′ 35″ N, 139° 52′ 59″ E